# Вольфганг Крамер
Во́льфганг Кра́мер (нім. Wolfgang Kramer; нар. 29 червня 1942, Штутгарт) — німецький автор настільних ігор.

## Життєпис
Крамер залишив гімназію після одинадцятого класу, щоб здобути комерційну освіту. Після цього він 27 років працював у компанії-постачальнику автомобільних комплектуючих Bosch. У 1988 році він звільнився, проте залишив за собою право повернутися протягом трьох років. Дипломований економіст та інформатик став самозайнятим і з 1989 року професійно займається розробкою настільних та карткових ігор. Він вважається одним із найвидатніших представників всесвітньо визнаної німецькомовної школи авторських ігор.
Загалом Крамер опублікував понад 100 ігор. П'ять разів він отримував престижну нагороду Spiel des Jahres. Окрім ігор, Вольфганг Крамер здобув визнання і як автор книг-головоломок. Серед його найвідоміших творів у цьому жанрі – «Палац загадок» та «Загадки піраміди».
До особливостей ігор Крамера належить те, що вони часто створюються у співпраці з іншими авторами. У 1989 році Крамер заснував команду KRAG-Team для розробки комунікативних ігор. Гра року 1996 El Grande була розроблена спільно з Ріхардом Ульріхом, а ігри Tikal та Torres — спільно з Міхаелем Кіслінгом.
У 2020 році його було включено до Зали слави Origins Award.

## Людографія
- 1974: Tempo
- 1980: нім. Niki Lauda’s Formel 1 – список номінантів Spiel des Jahres
- 1985: нім. Abenteuer Tierwelt (Пригоди у світі тварин)
- 1986: нім. In 80 Tagen um die Erde (За 80 днів навколо світу)
- 1986: нім. Heimlich & Co. – Spiel des Jahres
- 1987: нім. Auf Achse – Spiel des Jahres
- 1988: нім. Forum Romanum
- 1989: нім. Mitternachtsparty (Опівнічна вечірка) – список номінантів Spiel des Jahres
- 1990: нім. Tabaijana - Flucht von der Feuerinsel (Табаяна - Втеча з вогняного острова) – список номінантів Spiel des Jahres
- 1990: нім. Holiday AG – 6 місце Deutscher Spiele Preis
- 1991: нім. Corsaro (Корсар: Мандри у піратському морі) – Spiel des Jahres, Спеціальна премія «Дитяча гра»
- 1994: нім. Big Boss
- 1994: нім. 6 nimmt! – Deutscher Spiele Preis
- 1996: з Ріхардом Ульріхом: нім. El Grande – Spiel des Jahres, Deutscher Spiele Preis
- 1998: нім. Magalon
- 1999: з Ріхардом Ульріхом: нім. Die Händler (Торговці) – 5 місце Deutscher Spiele Preis
- 1999: з Міхаелем Кіслінгом: нім. Tikal – Spiel des Jahres, Deutscher Spiele Preis
- 2000: з Міхаелем Кіслінгом: нім. Java – 9 місце Deutscher Spiele Preis
- 2000: нім. Piraten-Pitt (Пірат Пітт) – Deutscher Spiele Preis (Німецька премія дитячих ігор)
- 2000: з Ріхардом Ульріхом: нім. Die Fürsten von Florenz – 3 місце Deutscher Spiele Preis
- 2000: з Міхаелем Кіслінгом: нім. Torres – Spiel des Jahres, 2 місце Deutscher Spiele Preis
- 2002: з Міхаелем Кіслінгом: нім. Pueblo – Spiel der Spiele, 8 місце Deutscher Spiele Preis
- 2002: з Міхаелем Кіслінгом: нім. Mexica
- 2004: нім. Raja – номінація на Spiel des Jahres
- 2005: з Міхаелем Кіслінгом: нім. Verflixxt! (От халепа!) – номінація на Spiel des Jahres
- 2006: з Міхаелем Кіслінгом: Celtica
- 2007: нім. Origo
- 2007: нім. Der Markt von Alturien (Ринок Альтурії)
- 2007: з Маркусом Любке: нім. Colosseum – 10 місце Deutscher Spiele Preis
- 2008: з Юргеном П.К. Грунау та Гансом Рагганом: нім. Blox – номінація на Spiel des Jahres
- 2008: з Міхаелем Кіслінгом: нім. Der Schwarm (Зграя)
- 2009: нім. 11 nimmt!
- 2009: нім. Alcazar
- 2009: з Міхаелем Кіслінгом: нім. Einauge sei wachsam
- 2010: нім. Asara – номінація на Spiel des Jahres
- 2010: з Міхаелем Кіслінгом: нім. Tikal II: Der vergessene Tempel (Тікаль II: Забутий храм)
- 2012: з Міхаелем Кіслінгом: нім. Die Paläste von Carrara (Палаци Каррари)
- 2013: з Міхаелем Кіслінгом: нім. Nauticus
- 2013: з Міхаелем Кіслінгом: Glück Auf (Щасти!)
- 2014: з Міхаелем Кіслінгом: нім. Abluxxen
- 2015: з Міхаелем Кіслінгом: нім. Abenteuerland (Країна пригод)
- 2015: з Міхаелем Кіслінгом: нім. Porta Nigra
- 2016: з Райнхардом Штаупе: нім. X nimmt!

## Нагороди
У 2012 році його відзначили спеціальною нагородою німецької премії Deutscher Spiele Preis за видатний внесок у розвиток ігор.

## Твори
Вольфганг Крамер написав дві книги-гри з акцентом на головоломки:
- Der Palast der Rätsel: Ein Buch zum Nachdenken, Rätseln und Staunen. Hugendubel, München 1995, ISBN 3-88034-843-X. (Палац загадок: Книга для роздумів, загадок та подиву)
- Das Rätsel der Pyramide: Wer löst die Geheimnisse des unterirdischen Labyrinths? Hugendubel, München 1997, ISBN 3-88034-921-5. (Загадка піраміди: Хто розгадає таємниці підземного лабіринту?)